# Ebullición

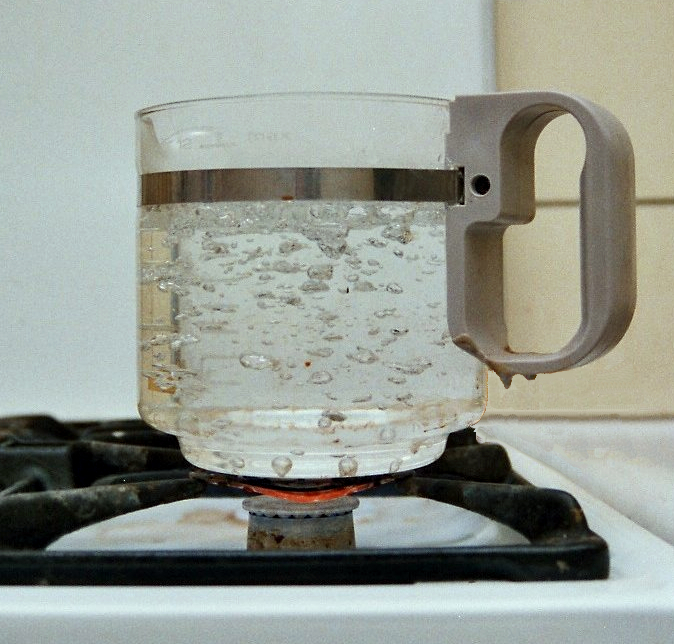
Agua en proceso de ebullición.

La ebullición es un proceso físico en el que un líquido pasa a estado gaseoso. En general ocurre cuando la temperatura de la totalidad del líquido iguala al punto de ebullición del líquido a esa presión. Si se continúa calentando el líquido, este absorbe el calor, pero sin aumentar la temperatura el calor se emplea en la conversión de la materia en estado líquido al estado gaseoso, hasta que la totalidad de la masa pasa al estado gaseoso. El calor puesto en juego durante el calentamiento de la masa del líquido se denomina calor sensible o vaporización.
La ebullición implica una transición de estado líquido-gas en la que, a nivel submicroscópico, las partículas adquieren una mayor libertad de movimiento en función de un incremento de la energía cinética.
Si bien este proceso es muy distinto a la evaporación, que es paulatino y para el que solo algunas moléculas del líquido tienen energía suficiente para pasar a estado gaseoso, forma parte de un mismo fenómeno llamado vaporización. 
La temperatura de ebullición depende de la sustancia y de la presión a la que está sometida el líquido. Por ejemplo, el agua en una olla abierta a nivel del mar alcanza los 100 °C al comenzar a hervir mientras que el agua en una olla a presión de las usadas en la cocina, llega a una temperatura de 105 o 110 °C antes de hervir, debido a la mayor presión alcanzada por los gases en su interior. Gracias a esta mayor temperatura del agua en el interior de la olla a presión, la cocción de la comida se da más rápidamente. Por el contrario, cuando se hierve en una olla abierta, disminuye la temperatura de ebullición del agua. Lo mismo ocurre cuando aumenta la altitud del lugar en el que realizamos la cocción.
La adición de aditivos al agua, como la sal común, normalmente aumenta su punto de ebullición, fenómeno conocido como aumento ebulloscópico. Las concentraciones a niveles típicos para cocinar no son suficientes para notar el aumento del punto de ebullición.
El proceso de ebullición del agua, especialmente a alta presión, se utiliza desde la antigüedad como medio para esterilizar el agua, debido a que algunos microorganismos mueren a esta temperatura.

## Tipos de ebullición

### Nucleada
La ebullición nucleada se caracteriza por el crecimiento de burbujas o estallidos en una superficie calentada, que se eleva desde puntos discretos en una superficie (denominados sitios de nucleación, o sea donde nacen las burbujas de vapor), cuya temperatura está solo ligeramente por encima de la temperatura del líquido. En general, el número de sitios de nucleación aumenta al aumentar la temperatura de la superficie.
Una superficie irregular del recipiente de ebullición (es decir, aumento de la rugosidad de la superficie) o los aditivos del fluido (es decir, tensioactivos y/o nanopartículas) facilitan la ebullición nucleada en un rango de temperatura más amplio, mientras que es excepcionalmente suave La superficie, como el plástico, se presta al sobrecalentamiento . En estas condiciones, un líquido calentado puede mostrar un retraso de ebullición y la temperatura puede subir algo por encima del punto de ebullición sin hervir.
Aún si la temperatura promedio del líquido es inferior a la temperatura de saturación del mismo, si el flujo de calor que se aporta en un sector es muy elevado es posible en dicho sector se produzca ebullición, en cuyo caso se denomna ebullición subenfriada. Por lo general las burbujas de vapor que se desprenden en esta caso al desprenderse colapsan al entrar en contacto con el cuerpo del líquido que se encuentra a una temperatura inferior a la temperatura de saturación.

### Flujo crítico de calor
El flujo crítico de calor (CHF por sus siglas en inglés) describe el límite térmico de un fenómeno en el que se produce un cambio de régimen  en la ebullición durante el calentamiento (como la formación de burbujas en una superficie metálica utilizada para calentar agua), que de repente disminuye la eficiencia de la transferencia de calor, lo que provoca un sobrecalentamiento localizado de la superficie de calentamiento. A medida que la superficie de ebullición se calienta por encima de una temperatura crítica, se forma una película de vapor en la superficie. Dado que esta película de vapor es mucho menos capaz de alejar el calor de la superficie, la temperatura aumenta muy rápidamente más allá de este punto al régimen de transición de ebullición. El punto en el que esto ocurre depende de las características del fluido en ebullición y de la superficie de calentamiento en cuestión.

### Transición
La ebullición de transición se puede definir como la ebullición inestable, que se produce a temperaturas superficiales entre el máximo alcanzable en la ebullición nucleada y el mínimo alcanzable en la ebullición de película.
La formación de burbujas en un líquido calentado es un proceso físico complejo que a menudo implica cavitación y efectos acústicos, como el siseo de amplio espectro que se escucha en una tetera que aún no se ha calentado hasta el punto en que las burbujas hierven a la superficie.

### Película
Si una superficie que calienta el líquido está significativamente más caliente que el líquido, se producirá una ebullición de la película, donde una fina capa de vapor, que tiene baja conductividad térmica, aísla la superficie. Esta condición de una película de vapor que aísla la superficie del líquido caracteriza la ebullición de la película.

## Influencia de la geometría

### Ebullición en depósito
"Ebullición en depósito" se refiere a la ebullición donde no hay flujo convectivo forzado. En cambio, el flujo se produce debido a gradientes de densidad. Puede experimentar cualquiera de los regímenes mencionados anteriormente.

### Ebullición en flujo
La "ebullición en flujo" ocurre cuando el fluido en ebullición circula, generalmente a través de tuberías. Su movimiento puede ser impulsado por bombas, como en las centrales eléctricas, o por gradientes de densidad, como en un termosifón o un tubo de calor. Los flujos en ebullición de flujo a menudo se caracterizan por un parámetro de fracción vacía, que indica la fracción del volumen en el sistema que es vapor. Se puede utilizar esta fracción y las densidades para calcular el título de vapor, que se refiere a la fracción de masa que se encuentra en fase gaseosa. La ebullición por flujo puede ser muy compleja, con fuertes influencias de la densidad, los caudales y el flujo de calor, así como la tensión superficial. Un mismo sistema puede tener regiones que sean líquidas, gaseosas y de flujo bifásico. Estos regímenes de dos fases pueden dar lugar a algunos de los mejores coeficientes de transferencia de calor de cualquier sistema.

### Ebullición confinada
La ebullición confinada se refiere a la ebullición en geometrías confinadas, típicamente caracterizadas por un número de Eötvös (también llamadao número de Bond) que compara el espaciado de huecos con la longitud del capilar. Los regímenes de ebullición confinada comienzan a desempeñar un papel importante cuando Bo < 0,5. Este régimen de ebullición está dominado por "burbujas de vapor en tallo" que quedan después de que el vapor sale. Estas burbujas actúan como semillas para el crecimiento del vapor. La ebullición confinada generalmente tiene un coeficiente de transferencia de calor más alto pero un Flujo crítico de calor (CHF) más bajo que la ebullición en depósito. El Flujo crítico de calor ocurre cuando la fuerza del momento del vapor en la interfaz de dos fases equilibra la tensión superficial combinada y las fuerzas hidrostáticas, lo que lleva a un crecimiento irreversible del punto seco.  La ebullición confinada es particularmente prometedora para la refrigeración de dispositivos electrónicos.

## Usos

### Refrigeración y aire acondicionado
La mayoría de los tipos de refrigeración y algunos tipos de aire acondicionado funcionan comprimiendo un gas para que se vuelva líquido y luego dejándolo hervir. Esto absorbe el calor de los alrededores enfriando el refrigerador o el congelador o enfriando el aire que ingresa a un edificio. Los líquidos típicos incluyen propano, amoníaco, dióxido de carbono o nitrógeno.

### Para obtener agua potable
Como método de desinfección del agua, llevarla a su punto de ebullición a 100 °C (212 °F), es la forma más antigua y eficaz ya que no afecta el sabor, es eficaz a pesar de los contaminantes o partículas presentes en ella, y es un proceso de un solo paso que elimina la mayoría de los microbios responsables de causar enfermedades relacionadas con el intestino. El punto de ebullición del agua es de 100 °C (212 °F) al nivel del mar y a presión barométrica normal. En lugares que tengan un sistema de purificación de agua adecuado, se recomienda solo como método de tratamiento de emergencia o para obtener agua potable en el desierto o en áreas rurales, ya que no puede eliminar toxinas químicas o impurezas.
La eliminación de microorganismos por ebullición sigue una cinética de primer orden, a altas temperaturas se logra en menos tiempo ya bajas temperaturas, en más tiempo. La sensibilidad al calor de los microorganismos varía, a 70 °C (158 °F), la especie Giardia (causa Giardiasis ) puede tardar diez minutos en inactivarse por completo, la mayoría de los microbios que afectan al intestino y la E. coli ( gastroenteritis) tardan menos de un minuto; en el punto de ebullición, Vibrio cholerae ( cólera ) tarda diez segundos y el virus de la hepatitis A (causa el síntoma de ictericia), un minuto. Hervir no asegura la eliminación de todos los microorganismos; las esporas bacterianas Clostridium pueden sobrevivir a 100 °C (212 ° ) pero no se transmiten por el agua ni afectan los intestinos. Por lo tanto, para la salud humana, no se requiere una esterilización completa del agua.
El consejo tradicional de hervir agua durante diez minutos es principalmente para mayor seguridad, ya que los microbios comienzan a eliminarse a temperaturas superiores a 60 °C (140 °F) y llevarlos a su punto de ebullición también es una indicación útil que se puede ver sin el ayuda de un termómetro , y en este momento, el agua está desinfectada. Aunque el punto de ebullición disminuye al aumentar la altitud, no es suficiente para afectar el proceso de desinfección.

### En la cocina

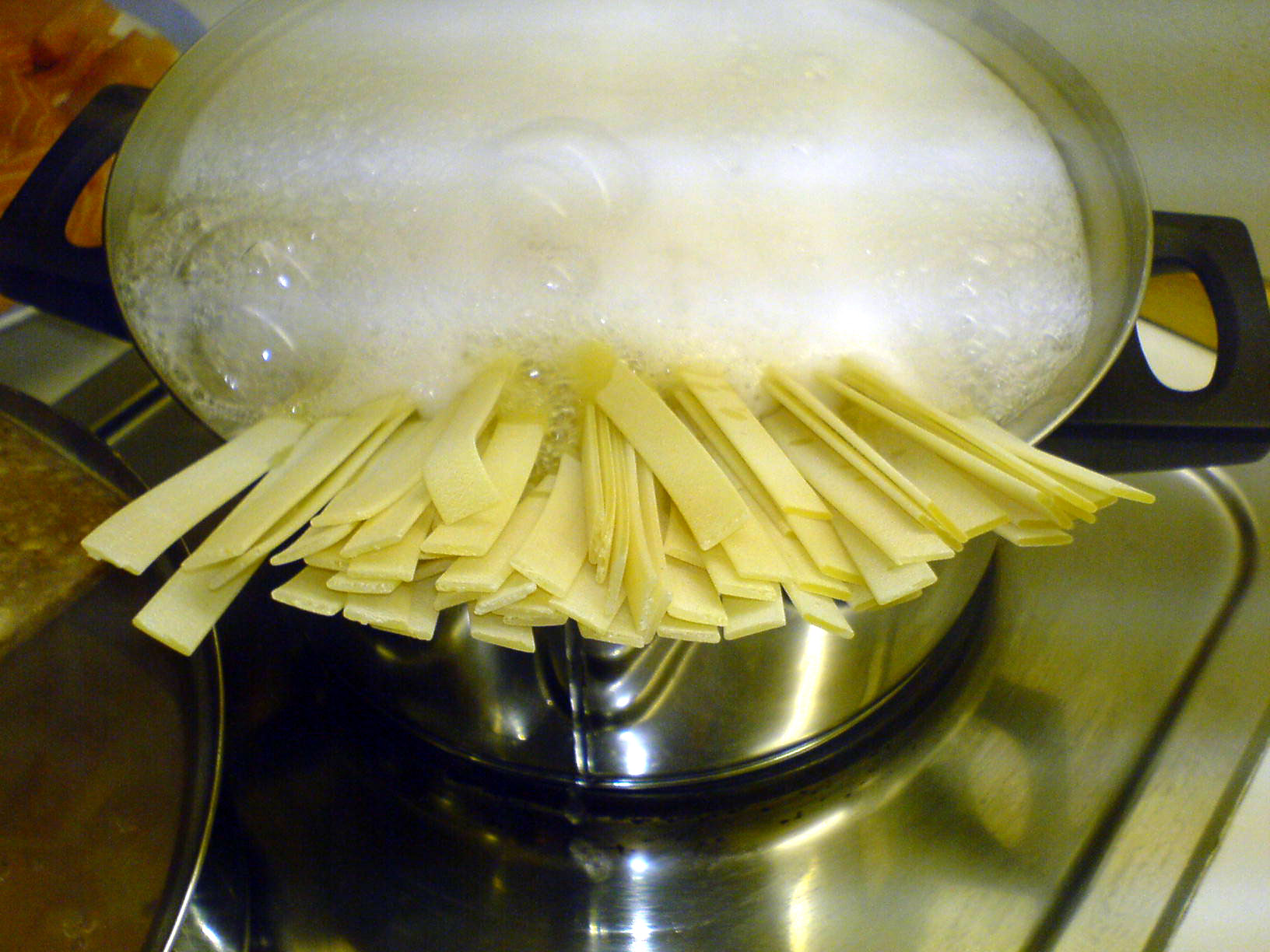
Pasta en agua hirviendo.

Hervir es el método de cocinar alimentos en agua hirviendo u otros líquidos a base de agua, como caldo o leche Hervir a fuego lento es un hervor suave, mientras que al escalfar el líquido de cocción se mueve pero apenas burbujea.
Por lo general, se considera que el punto de ebullición del agua es de 100 °C o 212 °F. La presión y un cambio en la composición del líquido pueden alterar el punto de ebullición del líquido. La cocción a gran altitud generalmente toma más tiempo ya que el punto de ebullición es una función de la presión atmosférica. A una altitud de aproximadamente una milla (1600 m), el agua hierve a aproximadamente 95 °C o 203 °F. Según el tipo de alimento y la altura, es posible que el agua hirviendo no esté lo suficientemente caliente para cocinar la comida correctamente. De manera similar, aumentar la presión como en una olla a presión eleva la temperatura del contenido por encima del punto de ebullición al aire libre.

## Calentamiento de alimentos dentros de su propio embalaje (boil-in-bag)

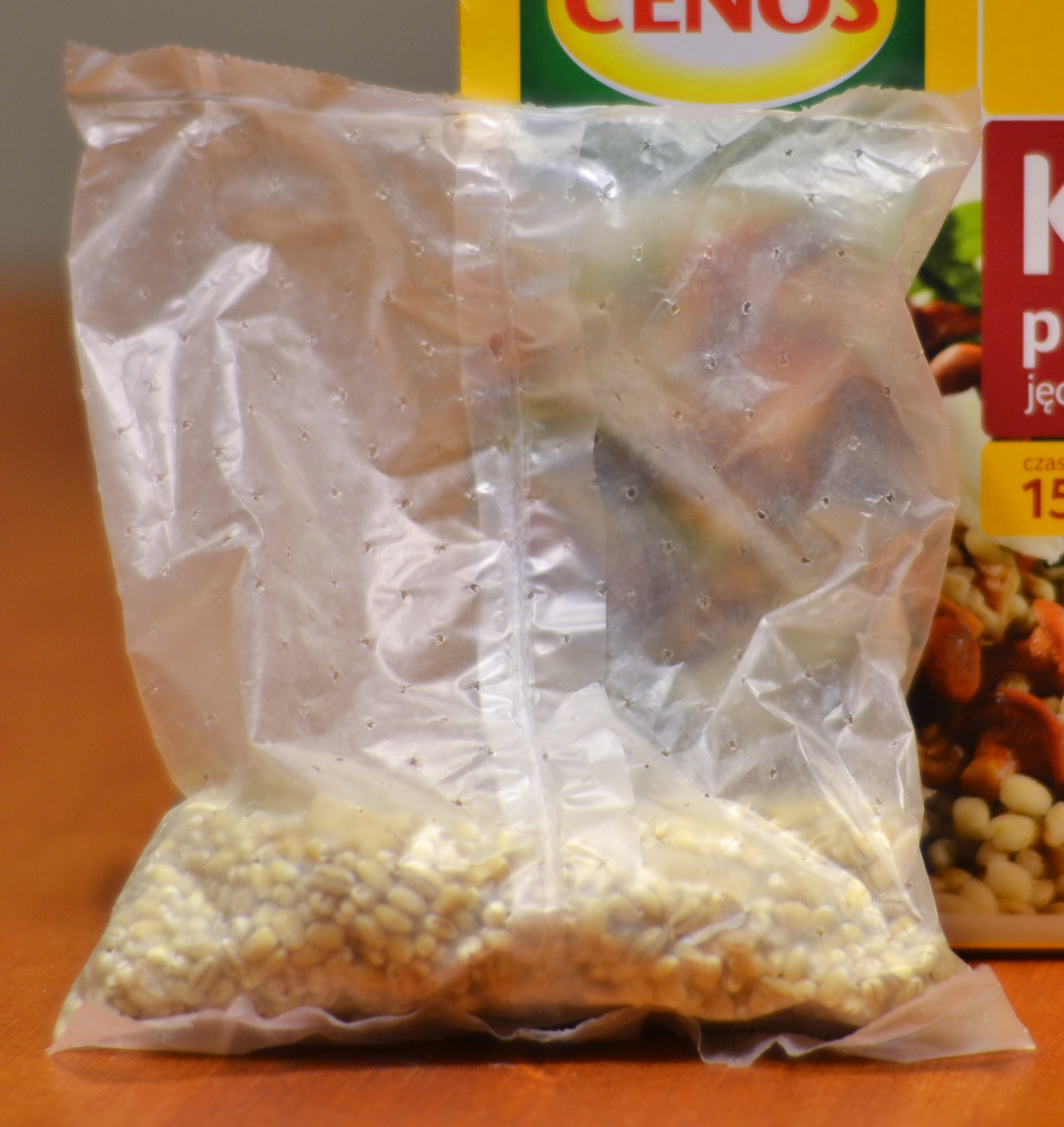
Paquete de cebada perlada envasada en bolsa.

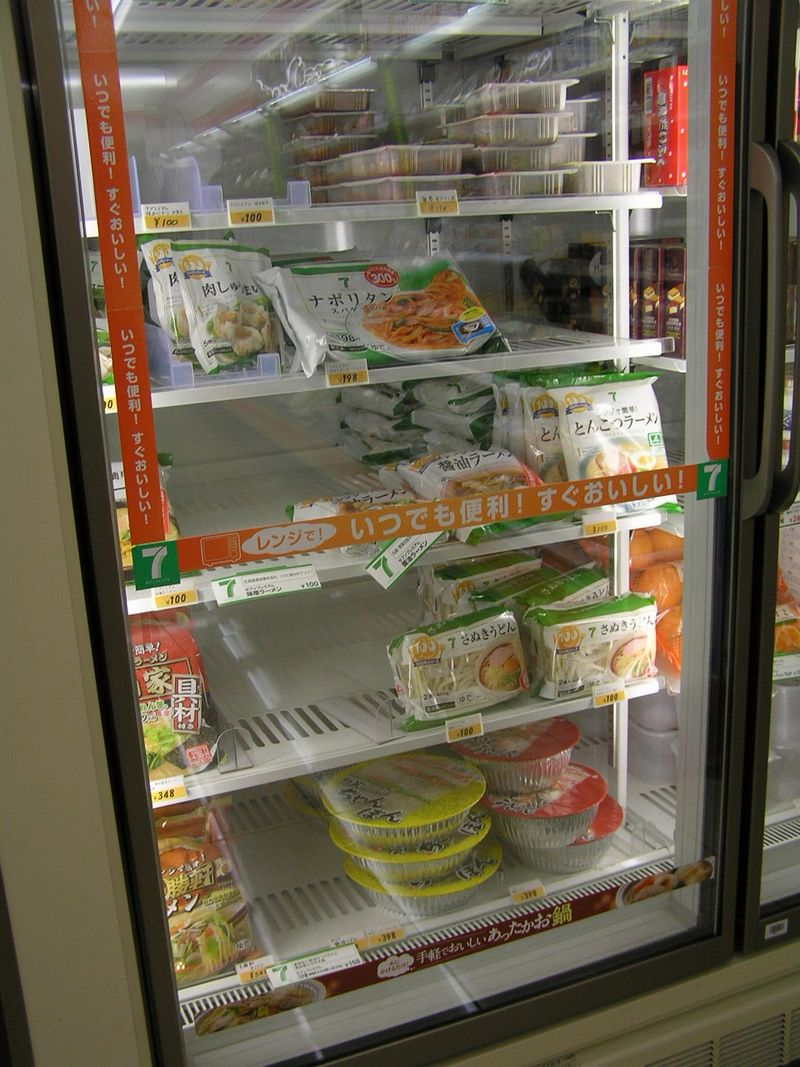
Algunos alimentos congelados se venden en bolsas para su posterior calentamiento.

Las "bolsas para hervir" son una forma de productos alimenticios envasados en los que los alimentos embolsados se calientan o cocinan en agua hirviendo. Las bolsas de plástico que se usan pueden ser sólidas e impermeables para mantener los alimentos congelados. También, en algunos otros usos, las bolsas pueden ser porosas o estar perforadas para permitir la entrada de agua hirviendo en la bolsa.
Los alimentos envasados de este modo suelen venderse bajo la denominación boil-in-bag.

## Quemaduras por agua hirviendo
Los accidentes con agua hirviendo son frecuentes. Algunas causas comunes de las quemaduras por agua hirviendo son
1. derramar agua hirviendo al servir café o té
2. olvidar que una tetera u olla contiene agua hirviendo
3. jugar cerca de los fogones o del agua caliente

Para quemaduras importantes que:
- Son profundas
- Causan que la piel esté seca y correosa
- Pueden parecer carbonizadas o tener manchas blancas, marrones o negras
- Son mayores de 8 centímetros de diámetro o cubren las manos, los pies, la cara, la ingle, las nalgas o una articulación importante

Se debe llamar a los servicios de emergencia o concurrir a un centro de atención médica.
Después de sufrir una quemadura con agua hirviendo, se debe:
- Detener el contacto con la fuente de la quemadura lo antes posible. Si el agua caliente está en la ropa, quítela, a menos que esté pegada a la piel.
- Enfríe la piel pasándola por agua fría durante al menos 10 minutos.
- No ponga aceites ni otros productos sobre la quemadura.

Busque ayuda de emergencia si la quemadura:
- es muy dolorosa
- cubre una zona amplia del cuerpo
- no causa dolor, pero la piel parece muy dañada
- es grave

En la sala de urgencias, un médico evaluará la quemadura y determinará si necesita tratamiento. La persona puede necesitar antibióticos o líquidos intravenosos. Los injertos de piel pueden reparar la zona dañada tras una quemadura grave.
Se debe buscar atención médica para las quemaduras en la cara. Además, se debe acudir al médico para una quemadura leve si se produce fiebre, vetas rojas, drenaje de pus u otros signos de infección.